# (Can't Get My) Head Around You
(Can't Get My) Head Around You är en singel av det amerikanska punkrockbandet The Offspring. En analys av låten visar att låten handlar om en person som inte förstår varför en del andra personer gör de saker de gör. Personen känner även av en viss osäkerhet inom de andra personerna; osäkerhet som de inte visar. Mot slutet av låten påpekar även personen ifråga att denna känner av att osäkerheten växer sig starkare och starkare.
Musikvideon visar bandet spelandes inuti en sorts kupol där kupolen är uppbyggd av 125 videokameror och där fluorescerande ljus lyser inuti kupolen. The Offspring har beskrivit denna musikvideo som "den ultimata uppträdandevideon". Det var även den första musikvideon som den dåvarande trumslagaren Adam "Atom" Willard var närvarande i.

## Låtlista
Alla låtar är skrivna och komponerade av The Offspring, om inte annat anges. 
| Nr | Titel                                                 | Längd |
| -- | ----------------------------------------------------- | ----- |
| 1. | (Can't Get My) Head Around You                        | 2:14  |
| 2. | Come Out and Play (Keep 'Em Separated) (live-version) | 3:10  |

| 1. | (Can't Get My) Head Around You                        | 2:14 |
| 2. | Gotta Get Away (live-version)                         | 3:46 |
| 3. | Come Out and Play (Keep 'Em Separated) (live-version) | 3:10 |
| 4. | The Kids Aren't Alright (BBC Radio 1-session)         | 4:16 |